# 长芦盐场

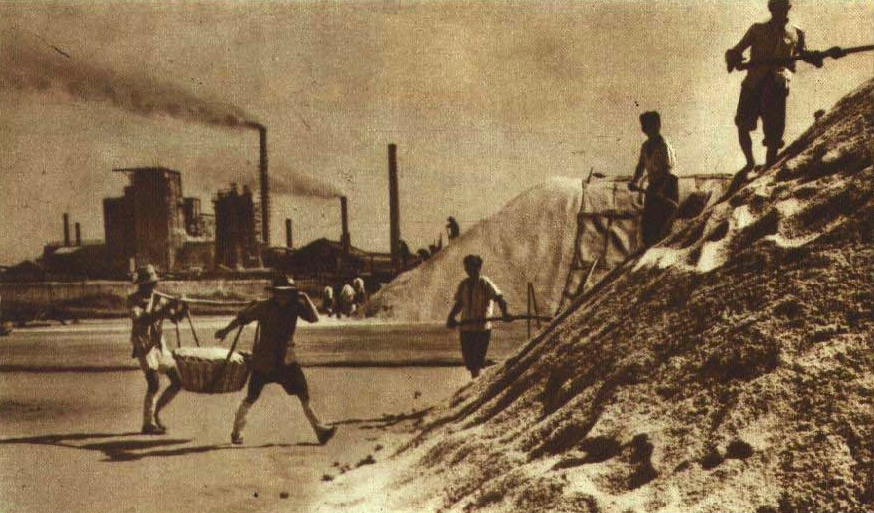
1951年的长芦盐场

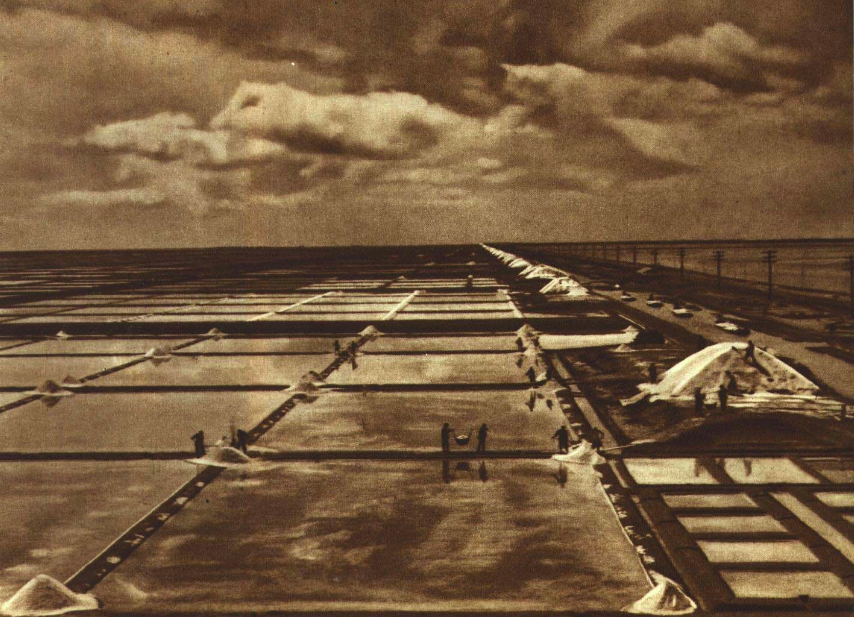
长芦盐场

长芦盐场位于天津滨海新区，是中华人民共和国海盐产量最大的盐场，占中国海盐总产量的四分之一。

## 历史
长芦盐场历史悠久。明朝时期，在长芦镇设统辖海盐生产的转运使，共有鹽場24處。清朝时期，改为长芦盐区。

## 地理
长芦盐场分布在天津市的渤海沿岸，全长370公里，年产海盐300多万吨。其中，年产盐119万吨的塘沽盐场规模最大。

## 形成原因
长芦盐场地处渤海湾西岸，地势平坦、海滩宽广，并且长芦盐场所在地雨季短春季气温回升快，风多雨少，日照充足，蒸发旺盛，有利于海水蒸发。